# غلامحسین محسنی اژه‌ای
غلامحسین محسنی اژیه معروف به محسنی اژه‌ای (زادهٔ ۷ مهر ۱۳۳۵) سیاستمدار، روحانی شیعه و قاضی ایرانی است که از سال ۱۴۰۰ با حکم سید علی خامنه‌ای، رهبر جمهوری اسلامی ایران، به عنوان رئیس قوه قضائیه جمهوری اسلامی ایران و برای دومین بار در سمت دادستان دادگاه ویژه روحانیت کشور فعالیت می‌کند. وی پیش‌تر سمت وزیر اطلاعات در دولت نهم و دادستان کل کشور را در اختیار داشته و از اعضای مجمع تشخیص مصلحت نظام نیز بوده است.
اژه‌ای در مدرسه حقانی—که پس از انقلاب ۱۳۵۷ شمار زیادی از دانش‌جویانش به سمت‌های قضایی و امنیتی رسیدند—تحصیل کرد و در سال ۱۳۵۱ طلبه شد. او در کمیته و جهاد سازندگی اصفهان مشغول به کار شد و علی قدوسی، دادستان کل انقلاب اسلامی، او را به قوه قضائیه جمهوری اسلامی ایران دعوت کرد. او در سال ۱۳۶۲ با تأسیس وزارت اطلاعات بازجویی پرونده‌های مهمی مانند انفجار در دفتر نخست‌وزیری را بر عهده داشت. بازجویی از سید مهدی هاشمی، برادر داماد حسینعلی منتظری، نقطهٔ عطفی برایش بود. این پرونده باعث حذف منتظری از سمت قائم مقام و رهبری آیندهٔ او شد. او در قتل‌های زنجیره‌ای ایران در دههٔ ۱۳۷۰ نیز نقش داشت که به گفتهٔ قربانعلی دری نجف‌آبادی، اژه‌ای دستور قتل نویسنده پیروز دوانی را صادر کرده است. او بعداً این اتهام را تکذیب کرد.
اژه‌ای در سال ۱۳۸۴ وزیر اطلاعات شد اما در سال ۱۳۸۸ از سمت خود برکنار شد. او در اعدام دسته‌جمعی زندانیان عقیدتی سیاسی در ۱۳۶۷ و سرکوب معترضان پیامدهای انتخابات ریاست‌جمهوری دهم ایران نقش داشت و از اعضای هیئت رسیدگی به شکنجه معترضان به نتیجه انتخابات ریاست‌جمهوری ۱۳۸۸ ایران بود. به گفتهٔ احسان مهرابی از بی‌بی‌سی فارسی نام اژه‌ای در طول چهار دهه فعالیت «همواره با پرونده‌های مهم و حساس در رده‌های بالای امنیتی گره خورده و او همچنان این جایگاه را حفظ کرده است.» در ۱۳۸۹، وزارت خزانه‌داری ایالات متحده آمریکا او را به دلیل نقض جدی حقوق بشر و سرکوب، دستگیری و شکنجه مخالفان و معترضان بعد از انتخابات ۱۳۸۸ تحریم کرد.

## زندگی شخصی و تحصیلات
غلامحسین محسنی اژه‌ای در سال ۱۳۳۵ در روستای اژیه (که بعدها شهر شد) در ۲۵ کیلومتری شهرستان هرند استان اصفهان به دنیا آمد. پدرش کشاورز و مادر خانه‌دار بود و با هفت فرزند، چهار دختر و سه پسر، زندگی می‌کردند. او به توصیه پدرش و امام جمعه موقت اصفهان، وارد حوزهٔ علمیه اصفهان شد. او در همان زمان یک بار توسط حکومت پهلوی دستگیر شد. وی پس از پایان سطح عالی در مدرسه حقانی، چند سال در درس خارج در حوزهٔ علمیه قم شرکت کرد. محسنی اژه‌ای علاوه بر تحصیلات حوزوی، دارای مدرک دکترای حقوق بین‌الملل خصوصی نیز است.
اژه‌ای در ۲۰ سالگی که هنوز دوران طلبگی را طی می‌کرد، دو سال پیش از پیروزی انقلاب ۱۳۵۷، با دختری که در خانواده‌ای روحانی رشد کرده بود، ازدواج کرد. حاصل این ازدواج چهار فرزند، یک دختر و سه پسر، است.
محسنی اژه‌ای دارای سوابق تدریس در دانشکده باقر العلوم وزارت اطلاعات، تدریس در بخش آموزشی دادگاه‌های انقلاب و همچنین دانشکده علوم قضایی بوده است.

## قضاوت

### قضاوت در دادگاه غلامحسین کرباسچی
غلام‌حسین محسنی اژه‌ای در سال ۱۳۷۷ قاضی دادگاه محاکمه غلامحسین کرباسچی بود. مباحثات میان او و کرباسچی در جلسات علنی دادگاه که از صداوسیما پخش می‌شد، بازخورد زیادی داشت.

### قتل‌های زنجیره‌ای
اکبر گنجی پس از نوشتن کتاب‌های «تاریک‌خانه اشباح» و «عالی‌جناب سرخ‌پوش و عالی‌جنابان خاکستری» از وی به عنوان یکی از افراد دخیل در قتل پیروز دوانی و قتل‌های زنجیره‌ای یاد کرد. همچنین امیر فرشاد ابراهیمی و قربانعلی دری نجف‌آبادی چنین اتهام مشابه ای را به محسنی اژه ای وارد کردند.

### اتهام دریافت رشوه
هوشنگ بوذری مشاور پیشین وزیر نفت ایران و سفیر پیشین ایران در ونزوئلا در شکایتی که علیه مهدی هاشمی رفسنجانی، علی فلاحیان، اکبر هاشمی رفسنجانی و محسنی اژه‌ای به دادگاه کانادا ارائه داده، به دستگیری و گروگان‌گیری خود توسط وزارت اطلاعات در سال ۱۳۷۲ اشاره کرد. بوذری در شکایت خود و در گفتگوها با رسانه‌ها از بازداشت و شکنجهٔ هفت‌ماهه‌اش در بازداشتگاه توحید گفت و مدعی شد که با واریز ۳ میلیون دلار رشوه در وجه محسنی اژه‌ای، آزاد شده است. بوذری همچنین گفته است که برای آزاد کردن گذرنامه‌اش، ناچار به پرداخت ۷۵ میلیون تومان رشوه به محسنی اژه‌ای شده که اسناد این پول‌ها تماماً به دادگاه کانادا ارائه شده و در دسترس عموم است.

## دادستان دادگاه ویژه روحانیت
در ۲۵ آذر ۱۳۷۷ با حکم سید علی خامنه‌ای جانشین محمد ری‌شهری که دارای مقام دادستان دادگاه ویژه روحانیت بود، شد. از ۱۳۷۷–۱۳۸۴ در این مقام حضور داشت. همچنین از ۱۳۷۴ تا ۱۳۷۶ دادستان ویژه روحانیت تهران بوده است. اژه‌ای در این دوران از سوی قوه قضائیه به عضویت در هیئت نظارت بر مطبوعات منصوب شده بود.

### برخورد با نزدیکان منتظری
سعید منتظری فرزند حسینعلی منتظری، در نامه به خامنه‌ای می‌گوید در دوران محسنی اژه‌ای حدود یک سال در سلول انفرادی زندان حبس شده است. فرزند منتظری همچنین نوشته که منزل مسکونی و کتابخانهٔ شخصی و دفتر پدرش در ده سال گذشته و حسینیهٔ شهدا محل تدریس او حدود ۲۲ سال است که پلمب شده‌اند. احمد منتظری فرزند دیگر حسینعلی منتظری می‌گوید بسیاری از شخصیت‌های جمهوری اسلامی شاگرد پدر من بودند. محسنی اژه‌ای از سال ۱۳۶۵ در پرونده‌هایی که علیه حسینعلی منتظری و نزدیکانش تشکیل شده حضور داشته و در پروندهٔ مهدی هاشمی برادر داماد منتظری، در بخشی از اتفاقات این پرونده باعث حذف منتظری از سمت قائم مقام رهبری شد.

### درگیری با عیسی سحرخیز
وی در کسوت رئیس دادگاه ویژه روحانیت، در جلسه هفتگی هیئت نظارت بر مطبوعات با عیسی سحرخیز نماینده مدیران مطبوعات در این هیئت گلاویز شده، اقدام به پرتاب قندان به سوی او و سپس گاز گرفتن شانهٔ راست او نمود. تاکنون به شکایت سحرخیز از او رسیدگی نشده است.

## وزارت اطلاعات
محسنی اژه‌ای در تاریخ ۲۳ مرداد ۱۳۸۴ با رئیس‌جمهور وقت ایران، محمود احمدی‌نژاد، برای تصدی وزارت اطلاعات از مجلس رأی اعتماد گرفت. از ۱۳۸۴–۱۳۸۸ در این مقام حضور داشت.
در ۳ مردادماه ۱۳۸۸ چند روز پس از درگیری لفظی اژه‌ای و چند وزیر دیگر با محمود احمدی‌نژاد در جلسه هیئت دولت و خروج اعتراض آن‌ها از جلسه دولت بر سر تعلل احمدی‌نژاد از پذیرش برکناری اسفندیار رحیم مشایی و همچنین مخالفت وزیر اطلاعات با پخش اعترافات بازداشت‌شدگان حوادث پس از انتخابات در تلویزیون احمدی‌نژاد اژه‌ای را از کار برکنار کرد. ۲۱۰ نماینده مجلس در نامه‌ای که در صحن علنی مجلس هشتم ایران قرائت شد از او تقدیر کردند و مجید علوی معاون وزیر اطلاعات حکم سرپرستی وزارتخانه را قبول نکرد و احمدی‌نژاد خود سرپرستی این وزارتخانه را برعهده گرفت. برخی نمایندگان مجلس، این اقدام احمدی‌نژاد را عجولانه، نسنجیده و بدون برنامه معرفی کردند.

## دادستانی کل کشور
محسنی اژه‌ای پس از اختلافات با محمود احمدی‌نژاد و برکناری از وزرات اطلاعات، در شهریور ۱۳۸۸ با حکم صادق لاریجانی به‌عنوان دادستان کل کشور منصوب شد. از ۱۳۸۸–۱۳۹۲ در این مقام حضور داشت.

### دریافت جایزهٔ بین‌المللی چماق
در روز ۱۶ خرداد ۱۳۹۰ در شهر مادرید، یک جایزهٔ نمادین و بین‌المللی توسط سازمان ارتباطات جهانی زنان با عنوان «جایزهٔ بین‌المللی چماق» به‌طور غیابی به محسنی اژه‌ای داده شد. این سازمان همچنین وی را «ضدزن‌ ترین قاضی جهان» دانست.

## معاونت اول قوهٔ قضائیه
از ۱۳۹۳–۱۴۰۰ به عنوان معاون اول قوه قضاییه فعالیت می‌کرد.

### پروندهٔ اکبر طبری
محسنی اژه‌ای معاون اول قوه‌قضائیه در دوران ریاست صادق لاریجانی، دربارهٔ پروندهٔ اکبر طبری و غلامرضا منصوری در تاریخ ۲۷ خرداد ۱۳۹۹ بیان کرد: «با وجود ارتباط زیاد ایشان با قوه‌قضائیه کشور و فسادهای گسترده، همچنان برای من و صادق لاریجانی رئیس قوه‌قضائیه، فسادهای مالی وسیع ایشان مشخص نبود.» غلامحسین اژه‌ای در ادامه بیان داشت: «با وجود فسادهای اکبر طبری اگر کسی فرصت توبه بخواهد باید به او فرصت دهیم. ما مردم را محرم اسرار کشور می‌دانیم، اگر جلسات دادگاه مفسدان اقتصادی را غیرعلنی برگزار می‌کنیم برای این است که اطلاعات محرمانه به‌دست دشمنان کشور قرار نگیرد.»

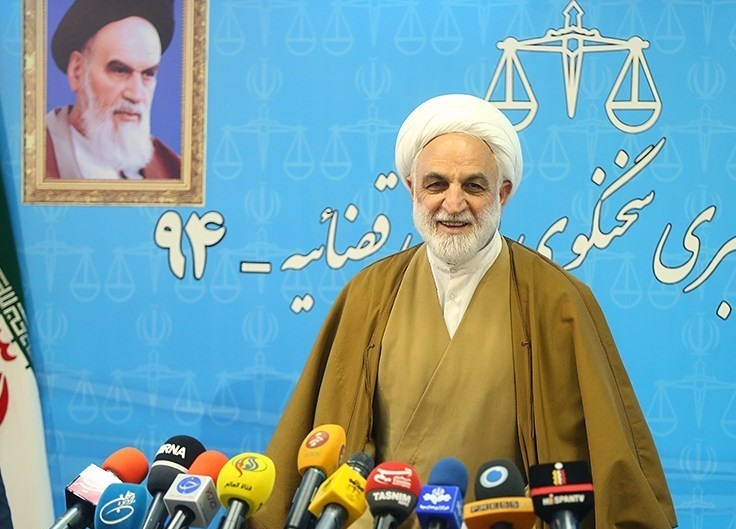
محسنی اژه‌ای در نشست خبری قوهٔ قضائیه سال ۱۳۹۴

### محدودیت اینترنت
اژه‌ای در شهریورماه سال ۱۳۹۳ در نامه‌ای به محمود واعظی وزیر ارتباطات و فناوری اطلاعات، خواستار اعمال محدودیت‌های بیشتر روی اینترنت نظیر فیلترینگ وایبر، واتس آپ، تانگو و سایر شبکه‌های اجتماعی شد. این اقدام وی واکنش‌های بسیاری در آحاد جامعه ایران داشت.

### سوت بلبلی
محسنی اژه‌ای در ۲۰ آذر ۱۳۹۶ در دیدار با دانشجویان دانشگاه شریف، در واکنش به اعتراضات دانشجویان، با صدای بلند سوت بلبلی زد که بازتاب گسترده‌ای در شبکه‌های اجتماعی و رسانه‌ها داشت.

## ریاست قوهٔ قضائیه

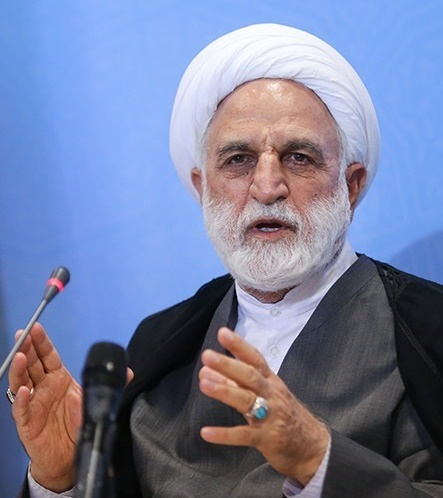
محسنی اژه‌ای در سال ۱۴۰۰

محسنی اژه‌ای در تاریخ ۱۰ تیر ۱۴۰۰ با حکم سید علی خامنه‌ای به‌عنوان رئیس قوه قضائیه جمهوری اسلامی ایران منصوب شد.

### درخواست آزادی معترضان خوزستان
محسن اژه‌ای در تماس با رئیس دادگستری خوزستان خواستار آزادی کسانی شد که تنها به خاطر اعتراض بازداشت شده‌اند.

### بسته‌شدن صفحهٔ مجازی
در مرداد ۱۴۰۰  ساعاتی پس از ایجاد ، صفحهٔ شخصی محسنی اژه‌ای از دسترس خارج شد.

### آزار و اذیت زندانیان
رئیس قوه‌قضائیه در مرداد ۱۴۰۰ که منابع قوه، آن اقدام محسنی اژه‌ای را بی‌سابقه خواندند که ایشان تنها رئیس قوه بوده است که از وضعیت و حال زندانیان امنیتی در زندان اوین، بازدید کرده و تقاضا بهبود شرایط آن‌ها را داشته است. سپس در تاریخ ۲ شهریور ۱۴۰۰ گروهی که خود را «عدالت علی» می‌نامید، توانست به دوربین‌های زندان اوین نفوذ پیدا کند. تصاویر انتشار یافته نشان‌دهنده وضعیت وخیم زندانیان، ضرب‌وشتم و آزار دادن آن‌ها همراه بود. پس از آن محمدمهدی حاج‌محمدی، رئیس سازمان زندان‌ها در واکنش به تصاویر انتشار یافتهٔ آزار و اذیت زندانیان، مسئولیت این اتفاقات را به عهده گرفت. در ۱۴ شهریور ۱۳۹۷ و دورهٔ ریاست صادق لاریجانی در قوه‌قضائیه، از محمدمهدی حاج‌محمدی به‌عنوان «قاضی نمونه» تقدیر و تشکر شده‌بود. همچنین مرکز ملی فضای مجازی مسئول شد تا از اینگونه انتشار تصاویر و نفوذ به دوربین‌های زندان‌ها جلوگیری کند. در پی انتشار تصاویر آزار و اذیت زندانیان اوین، محسنی اژه‌ای رئیس قوه قضائیه، دادستان‌کل کشور را مأمور کرد به موضوع این زندان رسیدگی کند. سازمان عفو بین‌الملل در واکنش به تصاویر خشونت وحشیانه مأموران زندان اوین، در بیانیه‌ای نوشت: «این تصاویر و ویدئوها شواهد عینی تکان‌دهنده از ضرب‌وشتم، آزار جنسی، بی‌توجهی و خشونت با افرادی است که نیاز به مراقبت‌های پزشکی دارند. سازمان عفو بین‌الملل سال‌هاست در این زمینه مستنداتی ارائه داده است. دیدن آنچه در داخل دیوارهای زندان اوین می‌گذرد تکان‌دهنده است، اما متأسفانه بدرفتاری‌های نشان‌داده‌شده در این ویدئوها فقط نوک کوه‌یخ شکنجه در زندان اوین است.»

## تحریم

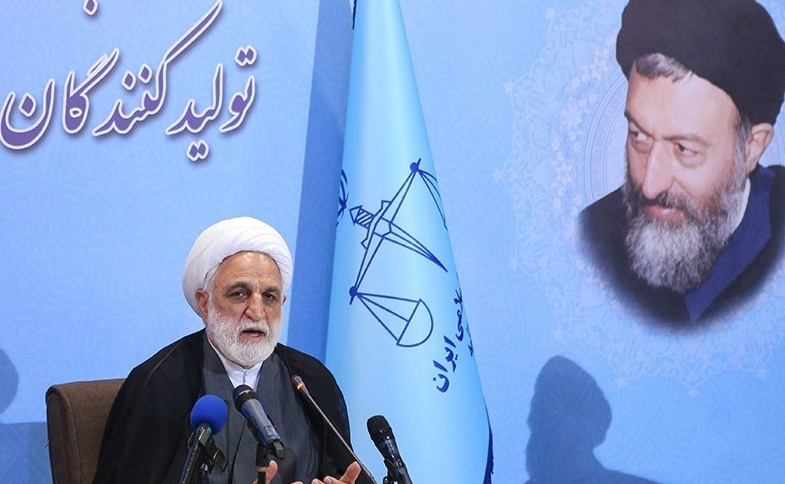
محسنی اژه‌ای در نشست با فعالان اقتصادی، ۱۴۰۰

اتحادیه اروپا طی تصمیم مورخ ۲۳ فروردین ۱۳۹۰ (۱۳ آوریل ۲۰۱۱)، ۳۲ مقام ایرانی از جمله محسنی اژه‌ای را به دلیل نقشی که در نقض گسترده و شدید حقوق شهروندان ایرانی داشته‌اند، از ورود به کشورهای این اتحادیه محروم کرد. کلیه دارایی‌های این مقامات نیز در اروپا توقیف خواهد شد.
بر اساس بیانیه اتحادیه اروپا، محسنی اژه‌ای در زمان تصدی وزارت اطلاعات، پس از انتخابات سال ۱۳۸۸، مأموران اطلاعاتی تحت امر او مسئول بازداشت، شکنجه و گرفتن اعترافات اجباری از صدها فعال، روزنامه‌نگار، مخالف و سیاستمداران اصلاح طلب بودند. محسنی اژه‌ای، همچنین در جریان ضرب و شتم زندانیان بند ۳۵۰ اوین در فروردین ۱۳۹۳ سخنگوی دستگاه قضائی بوده و علاوه بر تکذیب وقایع رخ داده در زندان اوین و حمایت از مأموران زندان، زندانیان و خانواده‌ها را تهدید کرد که به دلیل اطلاع‌رسانی دربارهٔ این رخداد برای آن‌ها پرونده سازی خواهد شد و مورد تعقیب قضایی قرار خواهند گرفت. اجرای حکم محکومان به اعدام توسط او بلامانع می‌شود. به این ترتیب او حکم اعدام بسیاری را امضا کرده است.
در هفتم مهر۱۳۸۹، وزارت خزانه‌داری ایالات متحده آمریکا محسنی اژه‌ای را به دلیل نقض جدی حقوق بشر تحریم کرد. در بیانیه این وزارتخانه به مشارکت وی در «سرکوب‌های پس از انتخابات» اشاره شده است. بر اساس این تحریم، دارایی‌های احتمالی محسنی اژه‌ای در آمریکا توقیف و از ورود او به این کشور جلوگیری می‌شود. همچنین شهروندان ایالات متحده، حق هیچ‌گونه معامله‌ای با او نخواهند داشت.
در بیانیه وزارت خزانه‌داری ایالات متحده آمریکا آمده است: «محسنی اژه‌ای در حال حاضر دادستان کل ایران است. او به‌عنوان وزیر اطلاعات در جریان اعتراضات به نتایج انتخابات ریاست جمهوری ۸۸، تأیید کرد که برخورد با معترضان و بازداشت آنها با دستور وی انجام شد. در نتیجه این موضوع، معترضان بدون اینکه اتهام رسمی علیه آنان وجود داشته باشد، زندانی شدند. تحت هدایت اژه‌ای معترضان در بازداشت مورد ضرب و شتم قرار گرفتند، در سلول‌های انفرادی نگهداری شدند و حقوق‌شان برای دادرسی درست نقض شد. افزون بر این، چهره‌های مطرح سیاسی مجبور شدند تا به دروغ علیه خود اعتراف کنند.»